# Nubiska sandstensakviferen
Nubiska sandstensakviferen är en stor akvifer i östra Sahara, som har delar i Libyen, Tchad, Egypten och Sudan. Akviferen saknar nybildning av betydelse, därför anses dess vatten vara fossila. Akviferen uppskattas innehålla 150,000 km3 grundvatten. Det är lager av Nubisk sandsten, som varierat i tjocklek mellan 130 till 240 m, som innehåller det mesta av detta vatten.